# Église Saint-Nicolas d'Inkoo
Pour les articles homonymes, voir Église Saint-Nicolas.
L'église Saint-Nicolas  (en finnois : Inkoon Pyhän Nikolauksen kirkko)  est une église médiévale en pierre construite à Inkoo en Finlande ,,.

## Présentation

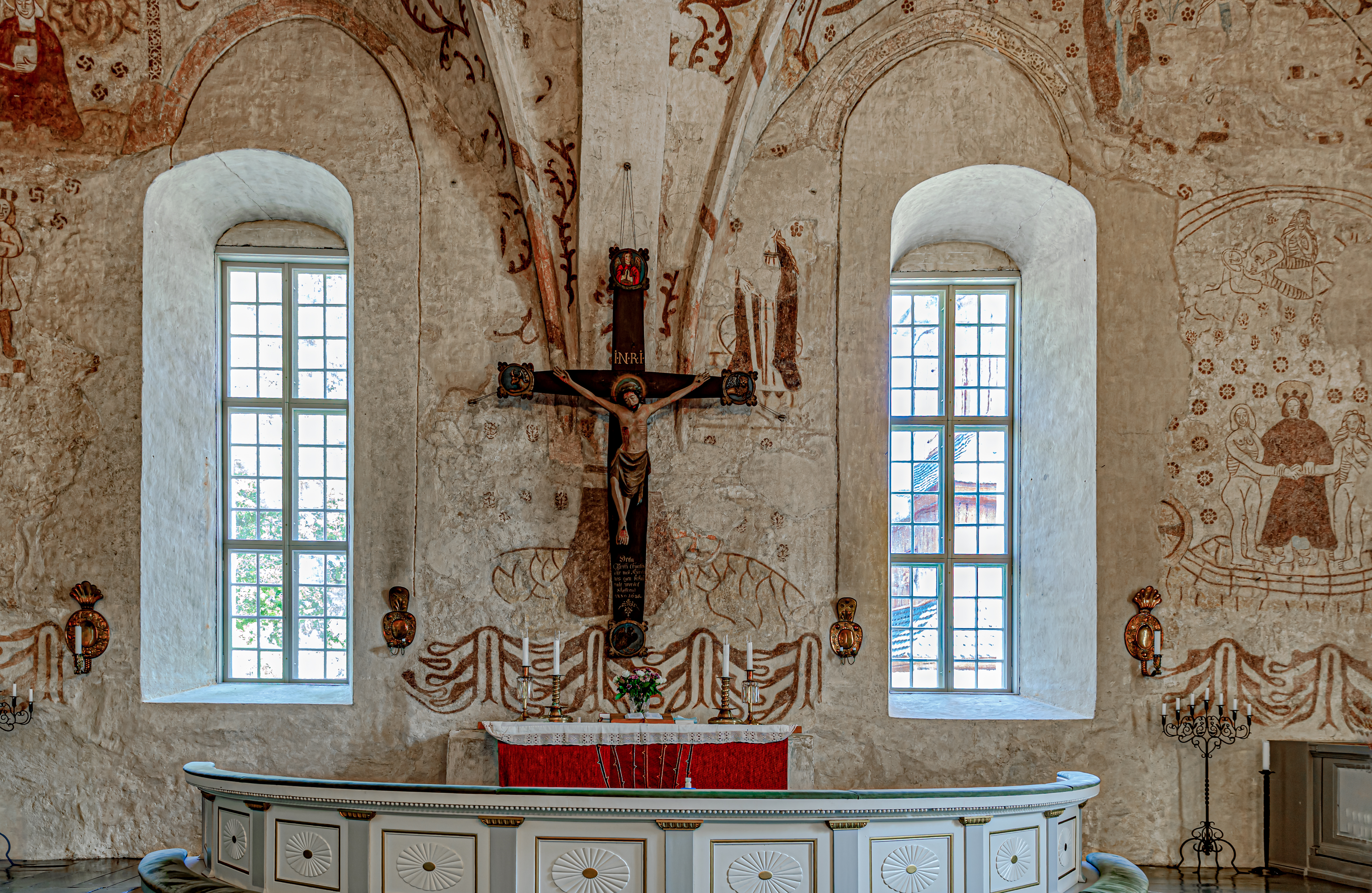
L'autel.

L'église médiévale en pierre grise est dédiée au saint patron des marins Saint-Nicolas.
La sacristie est reliée au mur nord de la nef, la salle d'armes a été démolie.
La décoration en briques de l'extrémité Est de la facade diffère de celle des autres églises médiévales.
De solides piliers octogonaux divisent la nef en deux vaisseaux.
Les peintures médiévales sont de style similaire à celles de l'église Saint-Laurent de Lohja et de l'église de la Sainte-Croix de Hattula, et sont très certainement peintes dans les années 1510.
À l'extrémité ouest du mur nord, une peinture murale, unique en Finlande, la danse macabre, remonte au XVIe siècle et représente la progression de la peste noire,.
La décoration intérieure est de style Empire.
L'église possède deux rares pierres tombales en fer forgé du XVIIIe siècle et une pierre tombale en pierre du comte Joachim Philip Lejonhuvud de Raseborg, décédé à l'âge de 2 ans en 1613, probablement sculptée dans l'atelier du sculpteur Arent Passer à Tallinn.
L'orgue à 21 jeux a été fabriqué par la fabrique d'orgues Åkerman & Lund (fi) en 1989.
L'église dispose de 350 sièges.
Le clocher a été construit à côté de l'église en 1739-1740.
L'église, le clocher et le presbytère bâtis au nord-est de l'église, forment le plus ancien parc bâti du village.